# Лардаро
Лардаро (італ. Lardaro) — колишній муніципалітет в Італії, у регіоні Трентіно-Альто-Адідже,  провінція Тренто. З 1 січня 2016 року Лардаро є частиною новоствореного муніципалітету Селла-Джудікаріє.
Лардаро розташоване на відстані близько 480 км на північ від Рима, 37 км на захід від Тренто.
Населення — 228 осіб (2014).
Щорічний фестиваль відбувається 29 вересня. Покровитель — S.Michele.

## Демографія
Населення за роками:

Станом на 31 грудня 2014 року в муніципалітеті офіційно проживало 7 іноземців з 3 країн, серед них 5 громадян країн Євросоюзу.

## Сусідні муніципалітети
- Даоне
- П'єве-ді-Боно-Преццо
- Празо
- Ронконе
- Тіоне-ді-Тренто